# Südostasienspiele 1961/Badminton – Mixed
Titelträger im Badminton wurden bei den Südostasienspielen 1961 in Rangun in fünf Einzel- und zwei Mannschaftsdisziplinen ermittelt. Die Spiele fanden vom 11. bis zum 16. Dezember 1961 statt. Folgend die Ergebnisse im Mixed.

## Ergebnisse
| Platz | Team                                | Pld | W | L | MF | MA | MD | GF | GA | GD | PF | PA | PD  | Pts | Ergebnis |
| ----- | ----------------------------------- | --- | - | - | -- | -- | -- | -- | -- | -- | -- | -- | --- | --- | -------- |
| 1     | Raphi Kanchanaraphi Pankae Phongarn | 2   | 2 | 0 | 0  | 0  | 0  | 4  | 0  | +4 | 71 | 30 | +41 | 2   | Gold     |
| 2     | Ng Boon Bee Ng Mei Ling             | 2   | 1 | 1 | 0  | 0  | 0  | 2  | 2  | 0  | 49 | 43 | +6  | 1   | Silber   |
| 3     | Maung Hla Ma Thida                  | 2   | 0 | 2 | 0  | 0  | 0  | 0  | 4  | −4 | 3  | 40 | −37 | 0   | Bronze   |

| Datum        | Zeit  | Spieler 1                           | Resultat | Spieler 2               | Satz 1 | Satz 2 | Satz 3 |
| ------------ | ----- | ----------------------------------- | -------- | ----------------------- | ------ | ------ | ------ |
| 13. Dezember | 18:30 | Ng Boon Bee Ng Mei Ling             | 2–0      | Maung Hla Ma Thida      | 15–7   | 15–4   |        |
| 13. Dezember | 19:00 | Raphi Kanchanaraphi Pankae Phongarn | 2–0      | Maung Hla Ma Thida      | 15–2   | 15–11  |        |
| 14. Dezember | 18:00 | Raphi Kanchanaraphi Pankae Phongarn | 2–0      | Ng Boon Bee Ng Mei Ling | 14–18  | 15–8   | 15–9   |